# Wilhelm Herzog von Württemberg
Wilhelm Friedrich Carl Philipp Albrecht Nikolaus Erich Maria Herzog von Württemberg (* 13. August 1994 in Ravensburg) ist ein deutscher Unternehmer und seit 2022 Oberhaupt des Hauses Württemberg.

## Leben

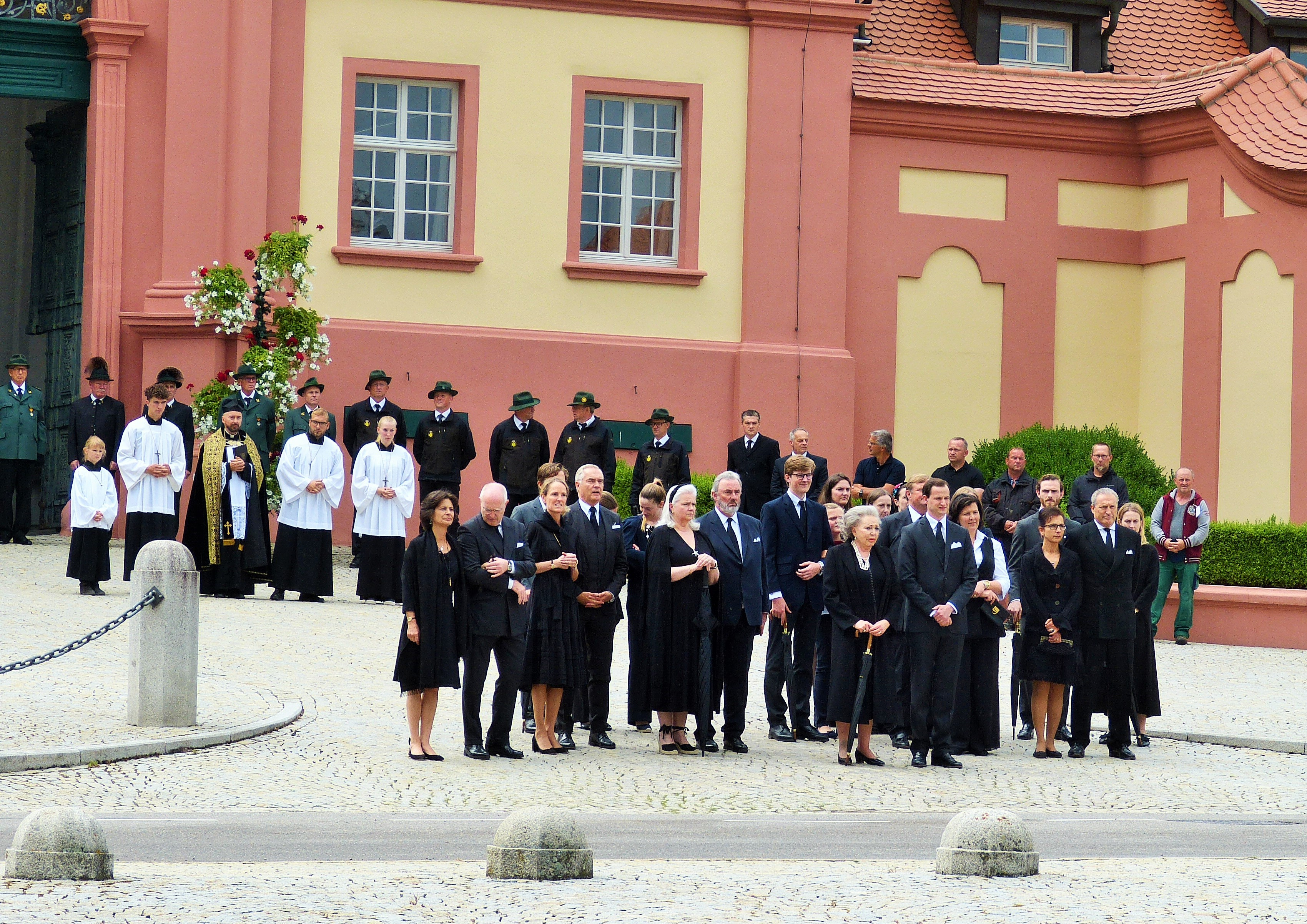
Wilhelm Herzog von Württemberg mit seiner Familie am 1. Juli 2022 anlässlich der Trauerfeierlichkeiten für seinen verstorbenen Großvater vor Schloss Altshausen. Wilhelm von Württemberg steht im Bild vorne rechts neben seiner Großmutter, Diane Herzogin von Württemberg.

Wilhelm ist der Sohn von Friedrich Herzog von Württemberg (1961–2018) und Marie Herzogin von Württemberg, geborene Prinzessin zu Wied (* 1973).
Sein Vater, damals Leiter der Hofkammer des Hauses Württemberg – dem Wirtschaftsunternehmen in Eigentum des jeweiligen Chefs des Hauses Württemberg – verunglückte am 9. Mai 2018 bei einem Autounfall tödlich. Im Juli 2019 wurde bekanntgegeben, dass Wilhelm von Württemberg mittelfristig die Aufgaben in der Leitung der Hofkammer übernehmen werde. Jedoch solle er sein Studium in Großbritannien beenden und Erfahrungen außerhalb des Unternehmens sammeln. Seit dem Tod seines Großvaters Carl Herzog von Württemberg am 7. Juni 2022 ist er das Oberhaupt des Hauses Württemberg und Eigentümer der Hofkammer des Hauses Württemberg.

## Rolle im Haus Württemberg
Wilhelms Vater Friedrich war kein Nachfahre der königlichen Linie des Hauses Württemberg, aber vom letzten Kronprinzen, dem katholischen Albrecht Herzog von Württemberg. Der letzte württembergische König Wilhelm II. hatte nur eine Tochter, Prinzessin Pauline (1877–1965), die Erbprinz Friedrich Hermann zu Wied (1872–1945) heiratete, welcher seit 1907 Fürst zu Wied war. Daher ging die Leitung des Hauses Württemberg 1921 nach dem Tod Wilhelms II. auf die katholische Linie der Familie über. Wilhelm Herzog von Württemberg ist jedoch mütterlicherseits über Fürstin Pauline zu Wied ein Ur-Ur-Ur-Enkel König Wilhelms II. von Württemberg und somit auch ein Nachfahre der königlichen Linie der Württemberger.
Zu verschiedenen Gelegenheiten wird er häufig als Seine Königliche Hoheit (S.K.H.) adressiert, wie sein Großvater. Dies ist eine reine Höflichkeit ohne rechtliche Relevanz. Sie entspricht auch nicht dem offiziellen deutschen Protokoll, nach dem Nachfahren deutscher Adliger keine Vorrechte mehr bei der Anrede haben.
Als Chef des Hauses Württemberg steht er dem Hausorden vor, dem Orden der Württembergischen Krone. Mit dem Thronverzicht König Wilhelms II. von Württemberg am 30. November 1918 wurde der Orden der Württembergischen Krone zu einem bis heute bestehenden einklassigen (ehemaliges Großkreuz für Mitglieder der königlichen Familie) Hausorden der Familie Herzog von Württemberg. Zudem übt der Chef des Hauses Württemberg das Kirchenpatronat für einige katholische Kirchengemeinden in der Diözese Rottenburg-Stuttgart aus.

## Vorfahren
| Ahnentafel Wilhelm Herzog von Württemberg | Ahnentafel Wilhelm Herzog von Württemberg                                                        | Ahnentafel Wilhelm Herzog von Württemberg                                                        | Ahnentafel Wilhelm Herzog von Württemberg                                                        | Ahnentafel Wilhelm Herzog von Württemberg                                                        | Ahnentafel Wilhelm Herzog von Württemberg                                                        | Ahnentafel Wilhelm Herzog von Württemberg                                                        | Ahnentafel Wilhelm Herzog von Württemberg                                                        | Ahnentafel Wilhelm Herzog von Württemberg                                                        |
| ----------------------------------------- | ------------------------------------------------------------------------------------------------ | ------------------------------------------------------------------------------------------------ | ------------------------------------------------------------------------------------------------ | ------------------------------------------------------------------------------------------------ | ------------------------------------------------------------------------------------------------ | ------------------------------------------------------------------------------------------------ | ------------------------------------------------------------------------------------------------ | ------------------------------------------------------------------------------------------------ |
| Urgroßeltern                              | Philipp Albrecht von Württemberg (1893–1975) ⚭ 1928 Rosa Habsburg-Lothringen (1906–1983)         | Philipp Albrecht von Württemberg (1893–1975) ⚭ 1928 Rosa Habsburg-Lothringen (1906–1983)         | Henri d’Orléans (1908–1999) ⚭ 1931 Isabelle d’Orléans-Bragance (1911–2003)                       | Henri d’Orléans (1908–1999) ⚭ 1931 Isabelle d’Orléans-Bragance (1911–2003)                       | Dietrich Prinz zu Wied (1901–1976) ⚭ 1928 Julie Gräfin Grote (1902–1988)                         | Dietrich Prinz zu Wied (1901–1976) ⚭ 1928 Julie Gräfin Grote (1902–1988)                         | Gottfried Fischer (????–????) ⚭ ???? Bernhardine Maria Mühlenbein (????–????)                    | Gottfried Fischer (????–????) ⚭ ???? Bernhardine Maria Mühlenbein (????–????)                    |
| Großeltern                                | Carl Herzog von Württemberg (1936–2022) ⚭ 1960 Diane d’Orléans (* 1940)                          | Carl Herzog von Württemberg (1936–2022) ⚭ 1960 Diane d’Orléans (* 1940)                          | Carl Herzog von Württemberg (1936–2022) ⚭ 1960 Diane d’Orléans (* 1940)                          | Carl Herzog von Württemberg (1936–2022) ⚭ 1960 Diane d’Orléans (* 1940)                          | Ulrich Prinz zu Wied (1931–2010) ⚭ 1968 Ilke Fischer (1936–2020)                                 | Ulrich Prinz zu Wied (1931–2010) ⚭ 1968 Ilke Fischer (1936–2020)                                 | Ulrich Prinz zu Wied (1931–2010) ⚭ 1968 Ilke Fischer (1936–2020)                                 | Ulrich Prinz zu Wied (1931–2010) ⚭ 1968 Ilke Fischer (1936–2020)                                 |
| Eltern                                    | Friedrich Herzog von Württemberg (1961–2018) ⚭ 1993 Wilhelmine Marie Prinzessin zu Wied (* 1973) | Friedrich Herzog von Württemberg (1961–2018) ⚭ 1993 Wilhelmine Marie Prinzessin zu Wied (* 1973) | Friedrich Herzog von Württemberg (1961–2018) ⚭ 1993 Wilhelmine Marie Prinzessin zu Wied (* 1973) | Friedrich Herzog von Württemberg (1961–2018) ⚭ 1993 Wilhelmine Marie Prinzessin zu Wied (* 1973) | Friedrich Herzog von Württemberg (1961–2018) ⚭ 1993 Wilhelmine Marie Prinzessin zu Wied (* 1973) | Friedrich Herzog von Württemberg (1961–2018) ⚭ 1993 Wilhelmine Marie Prinzessin zu Wied (* 1973) | Friedrich Herzog von Württemberg (1961–2018) ⚭ 1993 Wilhelmine Marie Prinzessin zu Wied (* 1973) | Friedrich Herzog von Württemberg (1961–2018) ⚭ 1993 Wilhelmine Marie Prinzessin zu Wied (* 1973) |
| Wilhelm Herzog von Württemberg (* 1994)   |                                                                                                  |                                                                                                  |                                                                                                  |                                                                                                  |                                                                                                  |                                                                                                  |                                                                                                  |                                                                                                  |